# Ronnie Moran
Ronald 'Ronnie' Moran (Liverpool, 28 februari 1934 – 22 maart 2017) was een Engels voetballer en later voetbalcoach. Hij speelde gedurende zijn gehele carrière van 1952 tot en met 1965 voor Liverpool. Hij kwam in die tijd tot 342 wedstrijden en vijftien doelpunten in de competitie en 379 wedstrijden en zeventien doelpunten in totaal.
Na het beëindigen van zijn actieve voetbalcarrière was Moran nog tot 1998 in een variëteit aan functies actief bij Liverpool. Zowel in 1991 als 1992 was hij een tijd interim-hoofdtrainer van het eerste elftal. Op 1 maart 2017 verscheen de biografie Mr Liverpool, Ronnie Moran: The Official Life Story.

## Erelijst
| Kampioen First Division  | 1x | 1963/64 |
| Kampioen Second Division | 1x | 1961/62 |
| FA Charity Shield        | 1x | 1964    |